# Aida Touma-Suleiman

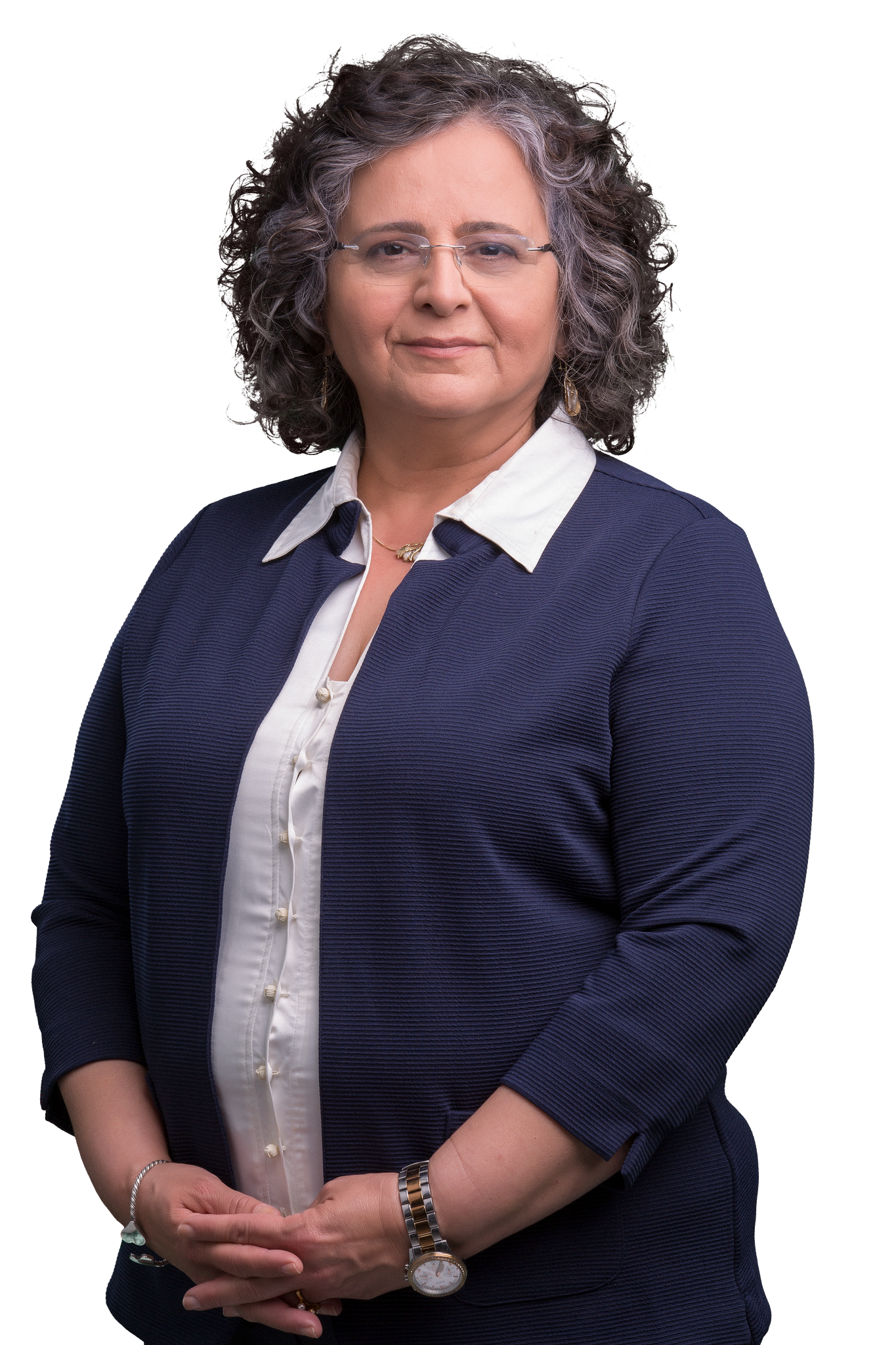
Aida Touma-Suleiman (2015)

Aida Touma-Suleiman (hebräisch עאידה תומא סלימאן, arabisch عايدة توما سليمان, * 16. Juli 1964 in Nazareth) ist eine israelisch-arabische Psychologin und Politikerin der Chadasch und der Parteienkoalition Vereinte Liste.

## Leben
Touma-Suleiman studierte Psychologie und Islamische Literatur an der Universität Haifa. 1992 gründete sie die feministische Organisation Frauen gegen Gewalt. Zwischenzeitlich war sie Chefredakteurin der Parteizeitung der Kommunistischen Partei Israels. Seit Mai 2015 ist sie Abgeordnete in der Knesset, wo sie bis 2022 die erste arabische Vorsitzende des Gleichstellungsausschusses war. Sie war zudem die erste Frau im Hohen Begleitausschuss für die arabischen Bürger Israels.
Nach Äußerungen gegen das Vorgehen der israelischen Streitkräfte im Gaza-Krieg, darunter ihre Forderung  „Zivilisten beider Seiten“ müssten geschützt werden, und dem Zitieren palästinensischer Ärzte aus dem Al-Shifa-Krankenhaus wurde Touma-Suleiman im November 2023 wegen „Beleidigung der Armee“ für zwei Monate von ihrer parlamentarischen Tätigkeit suspendiert. Am 10. November 2023 stürmte die israelische Polizei ihr Büro in Nazareth und beschlagnahmte sämtlichen politischen Aushänge, T-Shirts und Demonstrationsschilder, auf denen sich Aufschriften befanden, die ein Ende des Krieges verlangten.
Touma-Suleiman ist Mitglied des Sekretariats des Weltfriedensrats (WPC). Sie ist Mitgründerin der International Women Commission for Just Palestinian-Israeli Peace (IWC). Nimrod Flaschenberg, Mitgründer der in Berlin aktiven Israelis for Peace, war von 2019 bis 2022 ihr Parlamentsreferent.
Touma-Suleiman ist Befürworterin der Zweistaatenlösung.
Sie ist verwitwet.